# Johanna Juncker-Schatz
Johanna Juncker-Schatz, auch Johanna Junker-Schatz (* 11. Februar 1848; † 3. Dezember 1922 in Potsdam) war eine deutsche Theaterschauspielerin und Operettensängerin (Sopran).

## Leben
Juncker-Schatz war seit Anfang der 1870er Jahre bühnentätig. 1873 kam sie nach Hamburg ans Carl-Schultze-Theater, wo sie zwei Jahre verblieb, und wirkte von 1876 bis 1877 am Woltersdorff-Theater Berlin. 1878 spielte sie in dem Schwank Ihr Sechs-Uhr-Onkel am Thalia-Theater Berlin. 1879 war sie abermals am Woltersdorff-Theater und 1890 am Dresdner Residenztheater.
Sodann wirkte sie in Amerika, vorzugsweise in New York, 1894 und 1895 am Volkstheater. 1896 bis 1897 war sie am Stadttheater in Hamburg, 1898 am Belle-Alliance-Theater Berlin, danach bis 1902 am Thalia-Theater Berlin und wurde dann ans Metropoltheater verpflichtet. Das Deutsche Bühnenjahrbuch verzeichnete 1913 ihren Wohnsitz in Berlin-Schöneberg, 1914 in Berlin-Wilmersdorf.
1917 wirkte sie mit in dem deutschen Spielfilm Das Teufelchen von Dr. R. Portegg.
Johanna Juncker-Schatz starb 1922 im Alter von 74 Jahren in Potsdam und wurde auf dem  Luisenstädtischen Friedhof in Berlin-Kreuzberg beigesetzt.